# 신앙촌
신앙촌(信仰村) 또는 종교촌(宗敎村)은 특정한 같은 종교를 가진 사람들끼리 모여 만든 마을이라 용어를 혼돈해서 사용하지만 신앙촌은 대한민국에서는 천부교가 건설한 신앙촌이라는 명칭으로 고유명사로 인정받아 사용하고 있다. 다른 종교촌들을 편리하게 신앙촌이라 표현하지만 이는 대법원 판결을 토대로 지리적 명칭이 아니며 천부교의 신앙촌을 뜻한다. 신천지나 타 종교에서 무분별하게 사용하여 특허권을 침해하고 사용하고 있음을 알 수 있다.

## 주요 종교성지,종교촌(宗敎村)

### 대한민국
- 돌나라한농복구회 : 울진군 금강송면 왕피리, 청송군 안덕면 노래리 등지에 한농마을이라는 마을을 이루어 농사를 짓는다.
- 기타 : 청학동 마을은 갱정유도의 종교촌이며 감천문화마을은 태극도의 종교촌이다. 다만 다른 종교를 가지고 있는 주민도 있다.

### 일본
- 천리교 : 나라현 톈리시는 발상지이며 본부가 있는 곳으로, 주민의 절반 이상이 천리교 신자이다. 다만 다른 종교를 가진 주민도 적지 않다.

### 미국
- 예수 그리스도 후기성도 교회  : 창시자에 대한 테러와 박해를 겪은 신자들은 미국 중서부로 이주하여 유타주를 설립하고 주도이자 종교촌인 솔트레이크시티를 건설하였다.
- 아미시파 : 스위스에서 시작되어 박해를 피해 미국으로 이주한 재세례파 개신교 종파로 펜실베이니아주, 오하이오주, 인디애나주 등에 종교촌을 이루었다.

## 같이 보기
- 완전한 상통관계
- 교단
- 게토

1. ↑  “[등록상표무효집14(3)행,086]”. 2021년 11월 24일에 확인함.